# Fairey Swordfish
Fairey Swordfish ("Mečarica", vzdevek "Stringbag") je bil dvokrilni palubni torpedni bombnik, ki ga je uporabljala Kraljeva vojna mornarica med drugo svetovno vojno. Sprva je bil zasnovan kot palubni jurišnik, kasneje se je uporabljal kot protipodmorniško letalo in trenažer. Letalo je znano po napadu na nemško bojno ladjo Bismarck.

## Specifikacije(Swordfish I)
Podatki iz Fairey Aircraft since 1915.; Taylor 1974, p. 259
Splošne karakteristike
- Posadka: 3 (pilot, opazovalec in radio operater/operater strojnice)
- Dolžina: 35 ft 8 in (10,87 m)
- Razpon kril: 45 ft 6 in (13,87 m)
- Višina: 12 ft 4 in (3,76 m)
- Površina kril: 607 ft² (56,4 m²)
- Teža praznega letala: 4195 lb (1900 kg)
- Naložena teža: 7580 lb (3450 kg)
- Pogon letala: 1 ×  radialni motor Bristol Pegasus IIIM.3, 690 KM (510 kW)

 Zmogljivost 
- Maks. hitrost: 143 mph s torpedom (230 km/h, 124 vozlov) na višini 5000 ft (1450 m)
- Doseg: 522 milj (840 km, 455 milj) s torpedom, Brez bomb: 1030 milj (1660 km, 896 nmi)
- Trajanje leta: 5,5 ur
- Višina leta: 16500 ft (5030 m)
- Hitrost vzpenjanja: 870 ft/min (4,42 m/s) na nivoju morja pri teži 7580 lb (690 ft/min (3,5 m/s) na višini 5000 ft (1524 m) pri teži 7580 lb)

Oborožitev

- Strelno orožje: ** 1 × fiksna naprejstreljajočia .303 in (7.7 mm) Vickers K strojnica
  - 1 × .303 in (7.7 mm) Lewis ali Vickers K strojnica v zadnjem kokpitu
- Rakete: 8 × "60 lb" RP-3 raketni projektili
- Bombe: 1 × 760 kg torpedo  ali 700 kg morska mina ali 760 kg bomb